# The Brooklyn Brawler
The Brooklyn Brawler, pseudonimo di Steve Lombardi (Brooklyn, 18 aprile 1961), è un ex wrestler e road agent statunitense.

## Carriera

### Anni ottanta
Steve Lombardi inizia a combattere nel 1983 come jobber nella World Wrestling Entertainment e, utilizzando il suo vero nome, si confronta con The Iron Sheik nel 1984, Ultimate Warrior, Macho Man nel 1987, Bret Hitman Hart nel 1988 e Sam Houston a Royal Rumble 1989.

### Anni novanta: Brooklyn Brawler

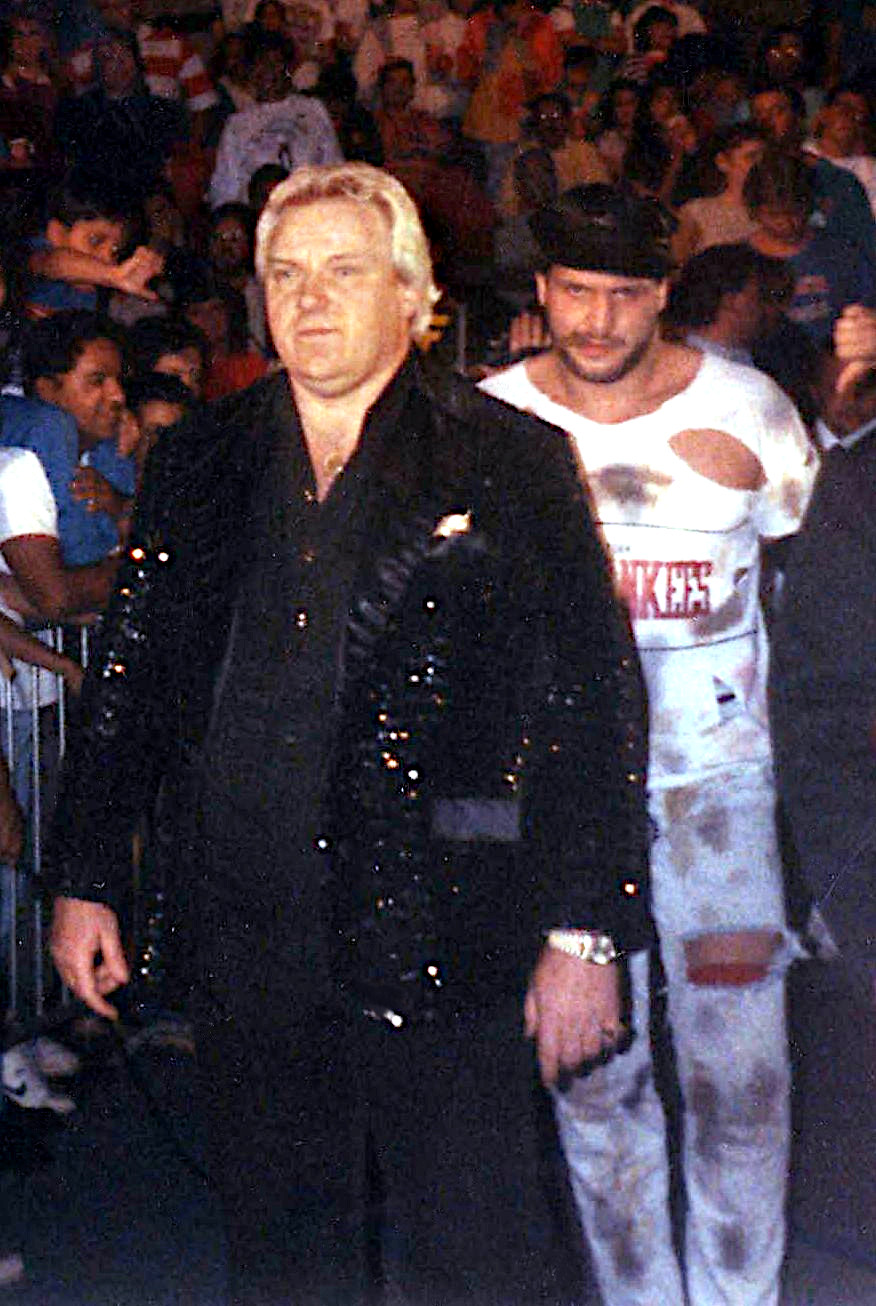
Bobby Heenan e Brooklyn Brawler

La svolta nella sua carriera si avrà nel 1989, quando il wrestler The Red Rooster lascia il manager Bobby "the Brain" Heenan. Questi accusa Red Rooster che senza di lui è un buono a nulla e chiunque può batterlo. Per dimostrar ciò, prende Steve Lombardi, un jobber qualunque, gli dà la gimmick del Brooklyn Brawler e gli lancia la sfida. Come Brooklyn Brawler sconfigge il jobber Mario Mancini, ma perderà poi contro The Red Rooster, accusando però l'arbitro di avere favorito l'avversario. Dopodiché inizia un feud con Paul Roma, dove vince una prima volta a Superstar of Wrestling a Londra nel 1989; ma perde gli incontri successivi, due dark match a WrestleMania VI e alla Royal Rumble 1990. Abbandonato da Bobby Heenan, Brooklyn Brawler ritorna di fatto ad essere un jobber e viene puntualmente sconfitto in ogni match, talvolta in incontri di coppia. Si ricordano incontri contro Big Bully Busick, Koko B. Ware (in un dark match a WrestleMania VII), Jimmy Snuka, Crush (Survivor Series 1992) e The Undertaker a Monday Night Raw nel dicembre 1994. Steve Lombardi diventa nel suo piccolo un mito della WWF, il perdente per eccellenza; su internet i fan del Wrestling si chiedono se abbia mai vinto un incontro. In seguito interpreterà altre gimmick, come Doink the Clown, Abe "Knuckleball" Schwartz (vestito da giocatore di baseball). Nella Royal Rumble 1993 vince contro Jim Powers. Col nome di Knuckeball sconfigge in alcune puntate di WWF Superstars i jobber George Anderson e Ron Cumberledge, usando come mossa finale il superplex. Nel 1997 ritorna alla ribalta come Brooklyn Brawler, vincendo una Battle Royal al Madison Square Garden e andando a sfidare per il titolo Shawn Michaels, ma viene sconfitto la sera stessa.

### Apparizioni sporadiche (2000–2018)
Nell'autunno 2000, Brooklyn Brawler viene chiamato a disputare, nel corso di Smackdown! un handicap match, in coppia con Taka Michinoku e Sho Funaki, contro il campione mondiale della WWF, Triple H. Dopo aver eliminato i due giapponesi, interviene nel match Shawn Michaels che colpisce Triple H e permette a Brooklyn Brawler di schienare e vincere. Il 15 gennaio 2003 Lombardi conquista il titolo assoluto della BCW nel corso dello show New Year Revolution, battendo Johnny Swinger. Alla fine del match, però, arrivano gli “avvocati” di Swinger che affermano che, visto che The Brooklyn Brawler non ha alcun contratto firmato con la BCW non poteva lottare per il titolo e Lombardi viene subito privato della cintura. Il 9 maggio 2003 Steve Lombardi subisce un intervento chirurgico alla schiena da parte del dottor Dr. Hae-Dong Jho. Il giorno dopo l'intervento è già in grado di sollevare pesanti pesi. Il 24 luglio 2003, a Smackdown! Brooklyn Brawler fa un'apparizione per attaccare Faarooq e Brasdhaw con una sedia di acciaio. Tre sere dopo, a Vengeance 2003, partecipa alla “APA Bar Room Brawl”, un gimmick match che si svolge in nella ricostruzione di un bar, in cui Lombardi si accanisce contro Doink the Clown, interpretato, per l'occasione, da un giovane wrestler sotto contratto di sviluppo con la WWE. Nel corso della puntata di Smackdown! del 23 aprile 2005, nuova apparizione per Lombardi: Brooklyn Brawler viene presentato al pubblico del Madison Square Garden come nuovo amico di Heidenreich, che legge una poesia in suo onore. Brooklyn Brawler, però afferma che la poesia non gli piace, ed inaspettatamente comincia ad insultare gli abitanti di New York, togliendosi la sua maglietta caratteristica e sfoggiando una dei Boston Red Sox: “da ora in poi – afferma – non sono più Brooklyn Brawler ma Boston Brawler”. Il pubblico fischia ed Heidenreich, visibilmente arrabbiato, lo atterra e lo colpisce ripetutamente, procurandosi gli applausi della platea. Lombardi torna sul ring il primo agosto 2006 nel corso dello show settimanale della ECW, ma viene facilmente sconfitto da Kurt Angle con una mossa di sottomissione. Il 4 agosto a Smackdown!, sconfitta per mano di Big Vito. Il 18 dicembre, Brooklyn Brawler prende parte ad una battaglia reale, ma viene gettato fuori dal ring molto prima della fine del match. Il 2 giugno 2007, nel corso di una edizione di Saturday Night's Main Event, Lombardi prende parte ad un match tra wrestlers con le gimmick più strane della WWE: vestito da Doink the Clown ed insieme a Kane e Eugene, batte Umaga, Kevin Thorne e Viscera. Ha partecipato nel 2010 al main event WWE RAW Old School perdendo contro Ezekiel Jackson. Ritorna a TLC nel 2012 (evento svoltosi a Brooklyn) come terzo membro del team di Alberto Del Rio e The Miz che affronta i 3MB, chiude lui stesso il match per sottomissione effettuando una sorta di Boston Crab su Jinder Mahal. Su WWE.COM viene reso noto, il 18 luglio 2013, che Brooklyn Brawler ritornerà nella puntata di Superstars del 20 luglio per affrontare Ryback. Ritorna come previsto nella puntata di Superstars del 20 luglio perdendo, in pochissimo tempo contro Ryback.

## Stile di combattimento
Come si evince dal suo nome e dal suo abbigliamento (jeans strappati, maglia dei New York Yankees anch'essa strappata), ha uno stile brawler, cioè rissoso, da teppista di strada. Durante il commento per la televisione italiana, Dan Peterson fa notare la non coerenza del fatto che il lottatore si definisca il rissoso di Brooklyn, nonostante indossasse la maglia di una società sportiva che ha la sua sede nel Bronx. Privo di una tecnica particolare, predilige l'uso di calci, bracci tesi e body slam. Lento e dotato di poca resistenza, cerca di far valere la forza fisica, ma per i canoni della WWE è difficile trovare wrestler meno pesanti. Per questo viene puntualmente sconfitto. Le rarissime vittorie sono avvenute contro wrestler più leggeri e non particolarmente dotati tecnicamente. Escludendo una fortunosa vittoria per count-out contro Big Bully Busick (Busick rispedì sul ring in extremis Lombardi ma rimase egli stesso fuori) comunque pulite e regolari, anche perché Steve Lombardi, nonostante la gimmick e le continue sconfitte, è un lottatore abbastanza corretto.

## Personaggio

### Mosse finali
- Sidewalk Smash (sbatte il viso dell'avversario sul paletto per poi gettarlo a terra)
- Brooklyn Neckbreacker Swing Neckbreaker

### Manager
- Bobby Heenan[1]
- Harvey Wippleman[2]

### Wrestler assistiti
- Kamala[1] (come Kim Chee)

## Titoli e riconoscimenti
- Border City Wrestling
  - BCW Can-Am Heavyweight Championship (4)[3]
  - BCW Can-Am Television Championship (3)
- Total Professional Wrestling
  - TPW Light Heavyweight Championship (4)
  - TPW Tag Team Championship (5) – con Red Flair
- Allied Powers Wrestling Federation
  - APWF Television Championship (5)[11]
- International Wrestling Association
  - IWA United States Heavyweight Championship (3)
- NWA Southwest
  - NWA Southwest Television Championship (4)
- NWA Michigan
  - NWA Michigan Heavyweight Championship
- Regional Championship Wrestling
  - RCW United States Tag Team Championship (3) - con Jay Love
- Wrecking Ball Wrestling
  - WBW Heavyweight Championship (2)